# 千葉県道290号大里小池線
千葉県道290号大里小池線（ちばけんどう290ごう おおさとこいけせん）は、千葉県山武郡芝山町大里の千葉県道106号八日市場佐倉線との交差点を起点とし、同町小池の千葉県道45号八日市場八街線との交差点を終点とする県道である。

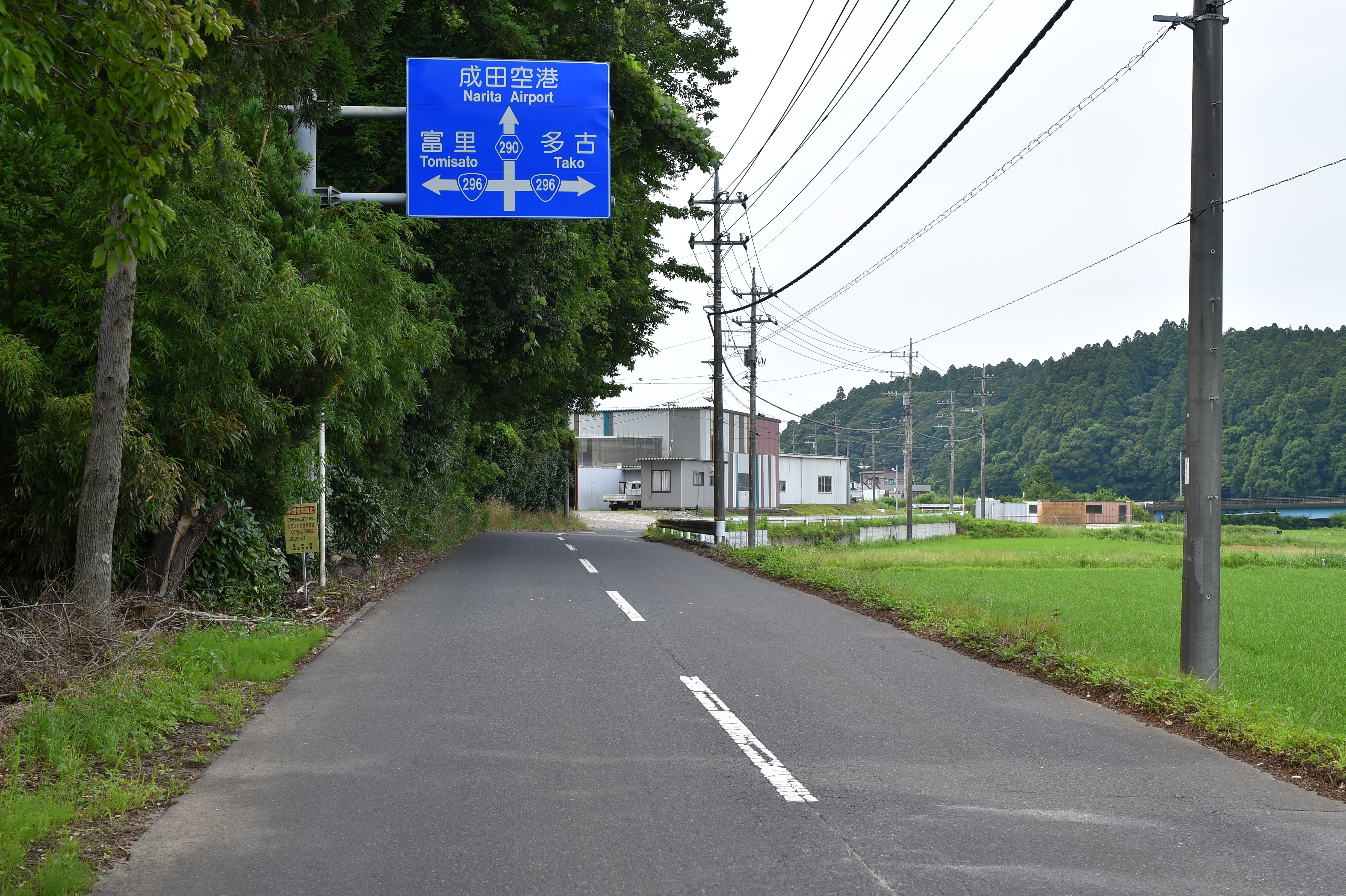
千葉県道290号大里小池線・芝山町岩山（2023年6月）

## 路線データ
- 本線：Google マップ
- 起点：千葉県山武郡芝山町大里
- 終点：千葉県山武郡芝山町小池
- 総延長：8.056 km（成田土木事務所管内：8.056 km[1]）
- 重用延長：0.027 km（成田土木事務所管内：0.027 km）
- 未供用延長：なし（成田土木事務所管内：0.0 km）
- 実延長：8.029 km（成田土木事務所管内：8.029 km[1]）

## 通過する自治体
- 千葉県
  - 山武郡芝山町

## 接続するおもな道路
- 千葉県道106号八日市場佐倉線（山武郡芝山町大里、起点）
- 国道296号（山武郡芝山町大里、大里交差点）
- 千葉県道45号八日市場八街線（山武郡芝山町小池、終点）

## 関連
- 千葉県の県道一覧

座標: 北緯35度43分23秒 東経140度25分20秒 / 北緯35.72306度 東経140.42222度